# Aechmea geminiflora
Aechmea geminiflora är en gräsväxtart som först beskrevs av Hermann August Theodor Harms, och fick sitt nu gällande namn av Lyman Bradford Smith och Michael A. Spencer. Aechmea geminiflora ingår i släktet Aechmea och familjen Bromeliaceae. Inga underarter finns listade i Catalogue of Life.